# Eastville, Virginia
Eastville är administrativ huvudort i Northampton County i Virginia. Vid 2010 års folkräkning hade Eastville 305 invånare. Den nuvarande domstolsbyggnaden i Eastville byggdes 2004–2006, medan den gamla domstolsbyggnaden byggdes 1731–1732. Det finns ytterligare en före detta domstolsbyggnad i Eastville som byggdes 1898–1899.